# James A. Garfield Monument

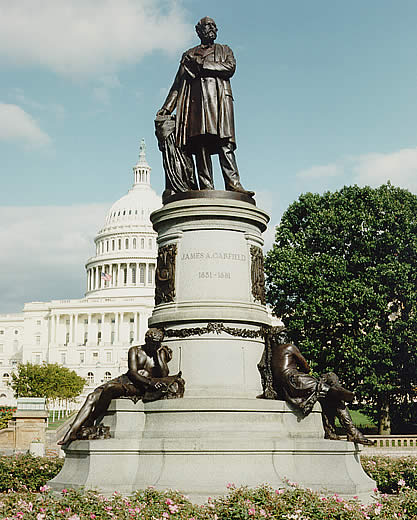
Garfield Monument

Das James A. Garfield Monument steht im Kreisverkehr zwischen First Street S.W. und Maryland Avenue auf dem Gelände des Kapitols in Washington, D.C. Es ist ein Denkmal zu Ehren von Präsident James A. Garfield, der 1880 gewählt und, nach nur 4 Monaten im Amt, 1881 von Charles J. Guiteau erschossen wurde.
Das Denkmal, modelliert von John Quincy Adams Ward (1830–1910) und gegossen von der Henry-Bonnard Co. of New York, steht auf einem von Richard Morris Hunt entworfenen Sockel und ist ein herausragendes Beispiel der amerikanischen Beaux-Arts Skulpturer. Es wurde am 12. Mai 1887 enthüllt.  Heute gehört es, zusammen mit dem Peace Monument und dem Ulysses S. Grant Memorial, zu einer dreiteiligen Denkmalgruppe in der Nähe des Capitol Reflecting Pool.
Das Denkmal wurde 1884 von der Society of the Army of the Cumberland („Cumberland-Armee-Gesellschaft“), in der Garfield gedient hatte, in Auftrag gegeben. Die Society sammelte fast 28.000 USD für das Honorar des Bildhauers. Ein Teil der Mittel wurde bei einer Spendenveranstaltung gesammelt, die für das Denkmal in der Rotunde des United States Capitol und der National Statuary Hall 1882 veranstaltet wurde. Im gleichen Jahr erhielt die Gesellschaft vom Kongress 7.500 USD aus dem Verkauf von ausgemusterten Kanonen. Für den Sockel wurden 1884 30.000 USD gezahlt. Am 2. Januar 1975 wurde das Denkmal in den Kapitolkomplex aufgenommen.